# Tréouergat
Tréouergat (en bretó Treouergad) és un municipi francès, situat a la regió de Bretanya, al departament de Finisterre. L'any 2006 tenia 224 habitants. El 23 de setembre de 2005 el consell municipal va aprovar la carta Ya d'ar brezhoneg.

## Demografia
| 1962                                       | 1968 | 1975 | 1982 | 1990 | 1999 |
| ------------------------------------------ | ---- | ---- | ---- | ---- | ---- |
| 252                                        | 256  | 253  | 267  | 263  | 252  |
| Des de 1962: població sense dobles comptes |      |      |      |      |      |

## Administració
| Període | Identitat    | Partit |
| ------- | ------------ | ------ |
| 2008-   | René Treguer |        |